# Llista de monuments de la Ribera d'Ebre
Llista de monuments de la Ribera d'Ebre inclosos en l'Inventari del Patrimoni Arquitectònic Català per la comarca de la Ribera d'Ebre. Inclou els inscrits en el Registre de Béns Culturals d'Interès Nacional (BCIN) amb la classificació de monuments històrics, els Béns Culturals d'Interès Local (BCIL) de caràcter immoble i la resta de béns arquitectònics integrants del patrimoni cultural català.

## Ascó
Vegeu la llista de monuments d'Ascó

## Benissanet
| Monument                                                          | Protecció   | Estil/època                                        | Localització                                                                | Coordenades                                          | Codi?         | Imatge |
| ----------------------------------------------------------------- | ----------- | -------------------------------------------------- | --------------------------------------------------------------------------- | ---------------------------------------------------- | ------------- | --- |
| Torre de Cervelló, de la Vall, de Salvaterra o de Gandesola       | BCIN 536-MH | XIII-XIV                                           | Benissanet Vessant oriental de la serra de la Vall de la Torre              | 41° 04′ 30″ N, 0° 31′ 29″ E / 41.075001°N,0.524671°E | RI-51-0006594 | Torre de Cervelló (Benissanet) · Vegeu més fotos d'aquest monument · Carregueu una nova foto d'aquest monument               |
| Torre d'Almucatén, o Torre d'Almucatem, Torre d'Almucatan         | BCIN 793-MH | Medieval                                           | Benissanet Desconeguda. Possible Torre de Cervelló                          | 41° 04′ 30″ N, 0° 31′ 29″ E / 41.07498°N,0.52465°E   | RI-51-0006593 | Carregueu una nova foto d'aquest monument                                                                                    |
| Església de Sant Joan Baptista, Església parroquial de Benissanet |             | Monumentalisme academicista, renaixement XX Mitjan | Benissanet C. Bonaire, 4                                                    | 41° 03′ 25″ N, 0° 38′ 07″ E / 41.05681°N,0.63538°E   | IPA-11468     | Església de Sant Joan Baptista (Benissanet) · Vegeu més fotos d'aquest monument · Carregueu una nova foto d'aquest monument  |
| Ermita de Sant Roc, la Capelleta o Sénia de Perseloni             |             | Obra popular XIX                                   | Benissanet Camí vell de Móra, paratge de les Capelletes                     | 41° 03′ 40″ N, 0° 38′ 37″ E / 41.0611°N,0.64353°E    | IPA-11469     | Ermita de Sant Roc (Benissanet) · Vegeu més fotos d'aquest monument · Carregueu una nova foto d'aquest monument              |
| Ermita del Pilar o Ermita de Santa Bàrbara, capella del Fossar    |             | Obra popular XIX Inici                             | Benissanet Dins del cementiri                                               | 41° 03′ 43″ N, 0° 37′ 56″ E / 41.06183°N,0.63223°E   | IPA-11470     | Ermita del Pilar (Benissanet) · Vegeu més fotos d'aquest monument · Carregueu una nova foto d'aquest monument                |
| Via Crucis                                                        |             | Obra popular XIX-XX                                | Benissanet C. del Calvari, 2, 8, 54, travessia del Calvari, 1               | 41° 03′ 34″ N, 0° 37′ 59″ E / 41.05937°N,0.63316°E   | IPA-11472     | Via Crucis (Benissanet) · Vegeu més fotos d'aquest monument · Carregueu una nova foto d'aquest monument                      |
| Plaça de Catalunya, estàtua d'en Jaimito del Portal               |             | Obra popular XX Mitjan                             | Benissanet Al centre del nucli urbà, al nord-oest del nucli antic           | 41° 03′ 24″ N, 0° 38′ 05″ E / 41.05666°N,0.63463°E   | IPA-11473     | Plaça Catalunya (Benissanet) · Vegeu més fotos d'aquest monument · Carregueu una nova foto d'aquest monument                 |
| La Creu del Cementiri                                             |             | Obra popular XX Mitjan                             | Benissanet Davant la façana de l'ermita del Pilar i de l'accés al cementiri | 41° 03′ 42″ N, 0° 37′ 56″ E / 41.061724°N,0.632319°E | IPA-36762     | La Creu del Cementiri (Benissanet) · Vegeu més fotos d'aquest monument · Carregueu una nova foto d'aquest monument           |
| Font Gran                                                         |             | Obra popular XX (1928, 1997)                       | Benissanet Pl. de la Font Gran                                              | 41° 03′ 25″ N, 0° 38′ 01″ E / 41.056902°N,0.633664°E | IPA-36763     | Font Gran (Benissanet) · Vegeu més fotos d'aquest monument · Carregueu una nova foto d'aquest monument                       |
| Ajuntament i rectoria                                             |             | Obra popular XX                                    | Benissanet C. del Bonaire, 2                                                | 41° 03′ 24″ N, 0° 38′ 06″ E / 41.056760°N,0.635097°E | IPA-39535     | Ajuntament i rectoria (Benissanet) · Vegeu més fotos d'aquest monument · Carregueu una nova foto d'aquest monument           |
| Restes de les muralles carlines                                   |             | Obra popular XIX                                   | Benissanet Paratge del Camp de la Vila, camí de les Mitjanes                | 41° 03′ 25″ N, 0° 38′ 17″ E / 41.056816°N,0.638125°E | IPA-39595     | Restes de les muralles carlines (Benissanet) · Vegeu més fotos d'aquest monument · Carregueu una nova foto d'aquest monument |
| Refugi antiaeri de la Font Gran                                   |             | Obra popular XX (1938)                             | Benissanet Pl. de la Font Gran                                              | 41° 03′ 25″ N, 0° 38′ 01″ E / 41.056857°N,0.633678°E | IPA-39596     | Refugi antiaeri de la Font Gran (Benissanet) · Vegeu més fotos d'aquest monument · Carregueu una nova foto d'aquest monument |
| Cal Federico                                                      |             | Obra popular XIX-XX                                | Benissanet C. de l'Ebre, 1                                                  | 41° 03′ 23″ N, 0° 38′ 04″ E / 41.056352°N,0.634517°E | IPA-39597     | Cal Federico (Benissanet) · Vegeu més fotos d'aquest monument · Carregueu una nova foto d'aquest monument                    |
| La Fàbrica                                                        |             | Obra popular XX                                    | Benissanet Al peu de la carretera T-324                                     | 41° 03′ 39″ N, 0° 38′ 03″ E / 41.060913°N,0.634270°E | IPA-39598     | La Fàbrica (Benissanet) · Vegeu més fotos d'aquest monument · Carregueu una nova foto d'aquest monument                      |
| Sénia del Mas Taniet o Sénia de Melitja                           |             | Obra popular XIX-XX                                | Benissanet Paratge dels Cotxos, camí vell de Móra                           | 41° 03′ 49″ N, 0° 38′ 47″ E / 41.063687°N,0.646321°E | IPA-39599     | Sénia del Mas Taniet (Benissanet) · Vegeu més fotos d'aquest monument · Carregueu una nova foto d'aquest monument            |
| Antiga Creu de terme                                              |             | Obra popular XIX                                   | Benissanet Pl. d'Espanya                                                    | 41° 03′ 31″ N, 0° 37′ 47″ E / 41.058502°N,0.629793°E | IPA-39600     | Antiga Creu de terme (Benissanet) · Vegeu més fotos d'aquest monument · Carregueu una nova foto d'aquest monument            |

## Flix
| Monument                                                                           | Protecció   | Estil/època                                  | Localització                                                          | Coordenades                                          | Codi?         | Imatge |
| ---------------------------------------------------------------------------------- | ----------- | -------------------------------------------- | --------------------------------------------------------------------- | ---------------------------------------------------- | ------------- | --- |
| Castell de Flix, el Castellet, Castell Nou, Castell Carlí o Carlista               | BCIN 851-MH | XIX (1831)                                   | Flix Al nord-est del nucli urbà, pel camí del cementiri i del castell | 41° 14′ 16″ N, 0° 33′ 20″ E / 41.237878°N,0.555467°E | RI-51-0006628 | Castell de Flix · Vegeu més fotos d'aquest monument · Carregueu una nova foto d'aquest monument                                  |
| Nucli antic de Flix                                                                |             | Obra popular Medieval, XVI-XX                | Flix Al bell mig de la vila                                           | 41° 13′ 51″ N, 0° 32′ 58″ E / 41.230863°N,0.549535°E | IPA-11476     | Nucli antic de Flix · Vegeu més fotos d'aquest monument · Carregueu una nova foto d'aquest monument                              |
| Santuari de la Mare de Déu del Remei o Ermita del Remei                            | BCIL 1982   | Obra popular, darreres tendències XIX (1852) | Flix Vessant sud de la punta de la Senyora                            | 41° 16′ 19″ N, 0° 33′ 56″ E / 41.271908°N,0.565513°E | IPA-11478     | Santuari de la Mare de Déu del Remei (Flix) · Vegeu més fotos d'aquest monument · Carregueu una nova foto d'aquest monument      |
| Plaça Major o Plaça d'Espanya, plaça de la Cana, plaça de la Sardana               |             | Obra popular Medieval, XIX-XX                | Flix Pl. Major                                                        | 41° 13′ 55″ N, 0° 33′ 01″ E / 41.231885°N,0.550159°E | IPA-11479     | Plaça Major (Flix) · Vegeu més fotos d'aquest monument · Carregueu una nova foto d'aquest monument                               |
| Molí d'Oriol                                                                       |             | Obra popular XVII, XVIII, XIX                | Flix Av. Catalunya - av. de la Llum                                   | 41° 13′ 49″ N, 0° 33′ 03″ E / 41.230307°N,0.550904°E | IPA-11480     | Molí d'Oriol (Flix) · Vegeu més fotos d'aquest monument · Carregueu una nova foto d'aquest monument                              |
| Casa d'Antoni de Castellví i Ambrós o Casa Gualda                                  |             | Obra popular XIX                             | Flix C. Major, 15                                                     | 41° 13′ 53″ N, 0° 33′ 01″ E / 41.231287°N,0.550193°E | IPA-11481     | Casa d'Antoni de Castellví i Ambrós (Flix) · Vegeu més fotos d'aquest monument · Carregueu una nova foto d'aquest monument       |
| Casa Antonino, Casa d'Antonio de Castellví, molí de Butxaquina                     |             | Obra popular XVIII, XIX                      | Flix C. del Pont, 6                                                   | 41° 13′ 57″ N, 0° 33′ 00″ E / 41.232413°N,0.550002°E | IPA-11482     | Casa Antonino (Flix) · Vegeu més fotos d'aquest monument · Carregueu una nova foto d'aquest monument                             |
| Església de la Mare de Déu de l'Assumpció, església Nova o església de Santa Maria | BCIL 1982   | Gòtic tardà, obra popular XVII, XX           | Flix Pl. de l'Església, 2                                             | 41° 13′ 52″ N, 0° 33′ 02″ E / 41.231108°N,0.550462°E | IPA-11483     | Església de la Mare de Déu de l'Assumpció (Flix) · Vegeu més fotos d'aquest monument · Carregueu una nova foto d'aquest monument |
| Casa Castro                                                                        |             | Obra popular XVIII Mitjan                    | Flix Pl. Major, 5                                                     | 41° 13′ 54″ N, 0° 32′ 59″ E / 41.231802°N,0.549858°E | IPA-11484     | Casa Castro (Flix) · Vegeu més fotos d'aquest monument · Carregueu una nova foto d'aquest monument                               |
| Casa Gil                                                                           |             | Barroc XVII                                  | Flix C. Major, 20 (enderrocada)                                       |                                                      | IPA-11485     | Carregueu una nova foto d'aquest monument                                                                                        |
| Passeig de l'Ebre                                                                  |             | Obra popular XX                              | Flix Pg. de l'Ebre                                                    | 41° 13′ 45″ N, 0° 33′ 03″ E / 41.229204°N,0.550945°E | IPA-11486     | Passeig de l'Ebre (Flix) · Vegeu més fotos d'aquest monument · Carregueu una nova foto d'aquest monument                         |
| Ca Don Lluís o Casa dels Castellví, Casa Gualda                                    |             | Obra popular XVIII                           | Flix C. Major, 19                                                     | 41° 13′ 51″ N, 0° 33′ 00″ E / 41.230900°N,0.549999°E | IPA-11487     | Ca Don Lluís (Flix) · Vegeu més fotos d'aquest monument · Carregueu una nova foto d'aquest monument                              |
| Escut de Cal Cansalader                                                            |             | Obra popular XIX                             | Flix Pl. Major, 1                                                     | 41° 13′ 54″ N, 0° 33′ 01″ E / 41.231765°N,0.550205°E | IPA-11489     | Escut de Cal Cansalader (Flix) · Vegeu més fotos d'aquest monument · Carregueu una nova foto d'aquest monument                   |
| Porxos de Flix                                                                     |             | Obra popular XVII-XIX                        | Flix Plaça i carrer Major                                             | 41° 13′ 55″ N, 0° 33′ 00″ E / 41.231813°N,0.550138°E | IPA-11491     | Porxos de Flix · Vegeu més fotos d'aquest monument · Carregueu una nova foto d'aquest monument                                   |
| Mercat Municipal                                                                   |             | Obra popular XX                              | Flix Pl. del Mercat                                                   | 41° 13′ 52″ N, 0° 33′ 05″ E / 41.231185°N,0.551306°E | IPA-39539     | Mercat Municipal (Flix) · Vegeu més fotos d'aquest monument · Carregueu una nova foto d'aquest monument                          |
| Refugi antiaeri                                                                    |             | Obra popular XX (1937)                       | Flix C. de Sant Josep                                                 | 41° 13′ 53″ N, 0° 32′ 58″ E / 41.231326°N,0.549482°E | IPA-39602     | Refugi antiaeri (Flix) · Vegeu més fotos d'aquest monument · Carregueu una nova foto d'aquest monument                           |
| Escut a la façana de l'Ajuntament Vell de Flix o Jutjat de Pau                     |             | Obra popular XVII                            | Flix C. Major, 56                                                     | 41° 13′ 49″ N, 0° 32′ 56″ E / 41.230210°N,0.548867°E | IPA-39603     | Escut a la façana de l'Ajuntament Vell (Flix) · Vegeu més fotos d'aquest monument · Carregueu una nova foto d'aquest monument    |
| Masia de Ca l'Aubal                                                                | BCIL 1982   | Obra popular XX                              | Flix Paratge de lo Corral Nou                                         | 41° 13′ 34″ N, 0° 31′ 56″ E / 41.226096°N,0.532337°E | IPA-39604     | Masia de Ca l'Aubal (Flix) · Vegeu més fotos d'aquest monument · Carregueu una nova foto d'aquest monument                       |
| Antic sistema defensiu de Flix                                                     |             | Obra popular Medieval, XVI-XVII              | Flix Paratge del Riu de Baix                                          | 41° 13′ 48″ N, 0° 33′ 10″ E / 41.229953°N,0.552677°E | IPA-39610     | Antic sistema defensiu de Flix · Vegeu més fotos d'aquest monument · Carregueu una nova foto d'aquest monument                   |
| Forn de los Ribers I                                                               |             | Obra popular XX                              | Flix                                                                  |                                                      | IPA-45346     | Carregueu una nova foto d'aquest monument                                                                                        |
| Forn de los Ribers II                                                              |             | Obra popular XIX-XX                          | Flix                                                                  |                                                      | IPA-45347     | Carregueu una nova foto d'aquest monument                                                                                        |
| Fàbrica Electroquímica i Colònia obrera de Flix, la Fábrica, Fàbrica S.A. Cros     |             | XIX-XX                                       | Flix Av. de Riba-roja                                                 |                                                      | IPA-49295     | Carregueu una nova foto d'aquest monument                                                                                        |

## Garcia
| Monument                                   | Protecció   | Estil/època                                   | Localització                                                 | Coordenades                                          | Codi?         | Imatge |
| ------------------------------------------ | ----------- | --------------------------------------------- | ------------------------------------------------------------ | ---------------------------------------------------- | ------------- | --- |
| Castell de Garcia                          | BCIN 878-MH | Medieval                                      | Garcia C. del Calvari                                        | 41° 08′ 21″ N, 0° 39′ 00″ E / 41.139172°N,0.650130°E | RI-51-0006632 | Castell de Garcia · Vegeu més fotos d'aquest monument · Carregueu una nova foto d'aquest monument                                  |
| L'Església Vella                           | BCIL 1982   | Barroc XVII                                   | Garcia C. Església, 13                                       | 41° 08′ 19″ N, 0° 38′ 58″ E / 41.13863°N,0.64934°E   | IPA-11494     | Església vella de Garcia · Vegeu més fotos d'aquest monument · Carregueu una nova foto d'aquest monument                           |
| Església de Garcia o Església Nova         |             | Barroc, monumentalisme academicista XX (1949) | Garcia C. del Centre, 46                                     | 41° 08′ 09″ N, 0° 39′ 04″ E / 41.13596°N,0.65118°E   | IPA-11495     | Església de Garcia (Garcia) · Vegeu més fotos d'aquest monument · Carregueu una nova foto d'aquest monument                        |
| Ermita de Santa Magdalena de Garcia        | BCIL 1982   | Obra popular XVIII, XIX                       | Garcia Terres Noves                                          | 41° 10′ 22″ N, 0° 39′ 20″ E / 41.17279°N,0.65554°E   | IPA-11497     | Carregueu una nova foto d'aquest monument                                                                                          |
| Cal Rei                                    |             | Obra popular XVII                             | Garcia C. Església, 2                                        | 41° 08′ 17″ N, 0° 38′ 59″ E / 41.138166°N,0.649641°E | IPA-11498     | Cal Rei (Garcia) · Vegeu més fotos d'aquest monument · Carregueu una nova foto d'aquest monument                                   |
| Escut de Ca Vernet                         |             | Obra popular XVIII                            | Garcia C. de l'Església, 13                                  | 41° 08′ 17″ N, 0° 38′ 58″ E / 41.138111°N,0.649375°E | IPA-11499     | Escut de Ca Vernet (Garcia) · Vegeu més fotos d'aquest monument · Carregueu una nova foto d'aquest monument                        |
| Mas Blanc                                  |             | Obra popular XIX                              | Garcia Les Sénies                                            | 41° 08′ 17″ N, 0° 38′ 36″ E / 41.138008°N,0.643213°E | IPA-39540     | Carregueu una nova foto d'aquest monument                                                                                          |
| Perxe de Cal Rei                           |             | Obra popular XVII                             | Garcia C. de l'Església - c. Major                           | 41° 08′ 17″ N, 0° 38′ 58″ E / 41.137961°N,0.649511°E | IPA-39541     | Perxe de Cal Rei (Garcia) · Vegeu més fotos d'aquest monument · Carregueu una nova foto d'aquest monument                          |
| Capella i mas de l'Enriqueta               |             | Neoclassicisme, obra popular XIX              | Garcia Les Sénies                                            | 41° 08′ 10″ N, 0° 38′ 31″ E / 41.136227°N,0.642014°E | IPA-39542     | Carregueu una nova foto d'aquest monument                                                                                          |
| Mas del Fariner                            |             | Obra popular XIX                              | Garcia Al sud-est del nucli de Garcia, pel camí de Balitxans | 41° 08′ 02″ N, 0° 39′ 22″ E / 41.133875°N,0.656102°E | IPA-39543     | Mas del Fariner (Garcia) · Vegeu més fotos d'aquest monument · Carregueu una nova foto d'aquest monument                           |
| Estació de Renfe i casa dels treballadors  |             | Eclecticisme XX (1922)                        | Garcia Les Sénies                                            | 41° 08′ 21″ N, 0° 38′ 30″ E / 41.139117°N,0.641761°E | IPA-39544     | Estació de Renfe i casa dels treballadors (Garcia) · Vegeu més fotos d'aquest monument · Carregueu una nova foto d'aquest monument |
| Ca Canyisser                               |             | Obra popular XVIII                            | Garcia C. de la Gatera, 22                                   | 41° 08′ 18″ N, 0° 39′ 01″ E / 41.138306°N,0.650315°E | IPA-39545     | Ca Canyisser (Garcia) · Vegeu més fotos d'aquest monument · Carregueu una nova foto d'aquest monument                              |
| Ca Perot                                   |             | Obra popular XVIII                            | Garcia C. Major, 38                                          | 41° 08′ 13″ N, 0° 38′ 55″ E / 41.136831°N,0.648640°E | IPA-39546     | Ca Perot (Garcia) · Vegeu més fotos d'aquest monument · Carregueu una nova foto d'aquest monument                                  |
| Ca Taller                                  |             | Obra popular XIX                              | Garcia Pl. de Catalunya, 9                                   | 41° 08′ 14″ N, 0° 39′ 00″ E / 41.137131°N,0.649874°E | IPA-39547     | Ca Taller (Garcia) · Vegeu més fotos d'aquest monument · Carregueu una nova foto d'aquest monument                                 |
| Cisternes de pedra seca                    |             | Obra popular XVIII                            | Garcia Les Moles                                             | 41° 07′ 03″ N, 0° 40′ 12″ E / 41.117459°N,0.670049°E | IPA-39548     | Carregueu una nova foto d'aquest monument                                                                                          |
| Casal Social de Garcia                     |             | Noucentisme XX (1930)                         | Garcia C. del Centre, 6                                      | 41° 08′ 12″ N, 0° 38′ 58″ E / 41.136707°N,0.649443°E | IPA-39549     | Casal Social (Garcia) · Vegeu més fotos d'aquest monument · Carregueu una nova foto d'aquest monument                              |
| Màrgens de Garcia                          |             | Obra popular XVIII, XIX                       | Garcia                                                       | 41° 07′ 26″ N, 0° 39′ 59″ E / 41.123967°N,0.666264°E | IPA-39550     | Carregueu una nova foto d'aquest monument                                                                                          |
| Molí de Ca Bessó                           |             | Obra popular XIX                              | Garcia C. de la Gatera                                       | 41° 08′ 14″ N, 0° 39′ 02″ E / 41.137281°N,0.650616°E | IPA-39551     | Molí de Ca Bessó (Garcia) · Vegeu més fotos d'aquest monument · Carregueu una nova foto d'aquest monument                          |
| Trinxeres de Garcia                        |             | Obra popular XX (1936-1939)                   | Garcia Les Deveies                                           | 41° 08′ 25″ N, 0° 40′ 04″ E / 41.140366°N,0.667672°E | IPA-39552     | Carregueu una nova foto d'aquest monument                                                                                          |
| Perxe del carrer del Porxo                 |             | Obra popular XVIII                            | Garcia C. del Porxo                                          | 41° 08′ 13″ N, 0° 38′ 59″ E / 41.137048°N,0.649597°E | IPA-39553     | Perxe del carrer del Porxo (Garcia) · Vegeu més fotos d'aquest monument · Carregueu una nova foto d'aquest monument                |
| Sénies de Garcia                           |             | Obra popular XVIII                            | Garcia Partida de les Sénies, a l'altre costat del riu Ebre  | 41° 08′ 07″ N, 0° 38′ 30″ E / 41.135335°N,0.641587°E | IPA-39554     | Carregueu una nova foto d'aquest monument                                                                                          |
| Refugi i cisterna                          |             | Obra popular XIX                              | Garcia Prop del camí del barranc de Roianos                  | 41° 08′ 10″ N, 0° 37′ 48″ E / 41.135993°N,0.629978°E | IPA-39555     | Carregueu una nova foto d'aquest monument                                                                                          |
| Castellot de Roianos                       |             | Obra popular Medieval                         | Garcia Barranc de Roianos                                    | 41° 08′ 09″ N, 0° 38′ 15″ E / 41.135774°N,0.637500°E | IPA-39556     | Carregueu una nova foto d'aquest monument                                                                                          |
| Castellot de Romeus                        |             | Obra popular Medieval                         | Garcia Romeus                                                | 41° 08′ 12″ N, 0° 41′ 03″ E / 41.136593°N,0.684047°E | IPA-39557     | Carregueu una nova foto d'aquest monument                                                                                          |
| Cal Ranci                                  |             | Obra popular XIX Final                        | Garcia Pl. de Catalunya, 8                                   | 41° 08′ 14″ N, 0° 39′ 01″ E / 41.137182°N,0.650170°E | IPA-39574     | Cal Ranci (Garcia) · Vegeu més fotos d'aquest monument · Carregueu una nova foto d'aquest monument                                 |
| Forn de guix del barranc de l'Asmà         |             | Obra popular XX                               | Garcia Barranc de l'Asmà                                     |                                                      | IPA-45057     | Carregueu una nova foto d'aquest monument                                                                                          |
| Forn de guix de l'antiga estació de Garcia |             | Obra popular XX                               | Garcia                                                       |                                                      | IPA-45148     | Carregueu una nova foto d'aquest monument                                                                                          |
| Forn del barranc dels Roianos I            |             | Obra popular XX                               | Garcia Pas de l'Ase                                          |                                                      | IPA-45149     | Carregueu una nova foto d'aquest monument                                                                                          |
| Forn del barranc dels Roianos II           |             | Obra popular XX                               | Garcia Pas de l'Ase                                          |                                                      | IPA-45150     | Carregueu una nova foto d'aquest monument                                                                                          |
| Forn del barranc dels Roianos III          |             | Obra popular XX                               | Garcia Pas de l'Ase                                          |                                                      | IPA-45151     | Carregueu una nova foto d'aquest monument                                                                                          |
| Forn de calç del barranc de les Moles I    |             | Obra popular XX                               | Garcia Barranc de les Moles, la Cantera de Garcia            |                                                      | IPA-45156     | Carregueu una nova foto d'aquest monument                                                                                          |
| Forn de calç del barranc de les Moles II   |             | Obra popular XX                               | Garcia Barranc de les Moles, la Cantera de Garcia            |                                                      | IPA-45163     | Carregueu una nova foto d'aquest monument                                                                                          |
| Forn de totxo Mas de la Bossa I            |             | Obra popular XIX-XX                           | Garcia                                                       |                                                      | IPA-45343     | Carregueu una nova foto d'aquest monument                                                                                          |

## Ginestar
| Monument                                                                 | Protecció    | Estil/època                          | Localització                                    | Coordenades                                          | Codi?     | Imatge |
| ------------------------------------------------------------------------ | ------------ | ------------------------------------ | ----------------------------------------------- | ---------------------------------------------------- | --------- | --- |
| Escuts de l'església parroquial                                          | BCIN 4021-MH | Barroc XVIII                         | Ginestar Pl. de l'Església, 2                   | 41° 02′ 31″ N, 0° 37′ 58″ E / 41.042011°N,0.632736°E | IPA-11506 | Escuts de l'església parroquial (Ginestar) · Vegeu més fotos d'aquest monument · Carregueu una nova foto d'aquest monument    |
| Església de Sant Martí de Ginestar o Magatzem de Ca Pepe, Església Vella | BCIL 2012    | Obra popular, gòtic XIII, XIV, XVII  | Ginestar C. Carmen Vidal, 3                     | 41° 02′ 34″ N, 0° 38′ 00″ E / 41.04285°N,0.63345°E   | IPA-11502 | Església de Sant Martí de Ginestar (Ginestar) · Vegeu més fotos d'aquest monument · Carregueu una nova foto d'aquest monument |
| Església parroquial de Sant Martí o Església Nova                        | BCIL 1982    | Barroc XVIII                         | Ginestar Pl. de l'Església, 2                   | 41° 02′ 31″ N, 0° 37′ 57″ E / 41.04187°N,0.63251°E   | IPA-11503 | Església parroquial de Sant Martí (Ginestar) · Vegeu més fotos d'aquest monument · Carregueu una nova foto d'aquest monument  |
| Ermita de Sant Isidre                                                    | BCIL 2012    | Barroc, obra popular XVI-XVII, XVIII | Ginestar Davant del cementiri                   | 41° 02′ 18″ N, 0° 38′ 25″ E / 41.03826°N,0.64032°E   | IPA-11505 | Carregueu una nova foto d'aquest monument                                                                                     |
| Ca Pellisa                                                               | BCIL 2012    | Obra popular XIX Final               | Ginestar C. Ample, 16                           | 41° 02′ 31″ N, 0° 38′ 02″ E / 41.04203°N,0.63375°E   | IPA-11507 | Carregueu una nova foto d'aquest monument                                                                                     |
| Ca Conrado                                                               | BCIL 2012    | Obra popular XVII                    | Ginestar C. Ample, 14                           | 41° 02′ 31″ N, 0° 38′ 01″ E / 41.042°N,0.63358°E     | IPA-11508 | Ca Conrado (Ginestar) · Vegeu més fotos d'aquest monument · Carregueu una nova foto d'aquest monument                         |
| Ca Tramontà                                                              | BCIL 2012    | Obra popular XIX Inici               | Ginestar Carrer Ample, 23                       | 41° 02′ 32″ N, 0° 38′ 03″ E / 41.04232°N,0.63423°E   | IPA-11513 | Ca Tramontà (Ginestar) · Vegeu més fotos d'aquest monument · Carregueu una nova foto d'aquest monument                        |
| Ca Marcó                                                                 | BCIL 2012    | Eclecticisme XX Inici                | Ginestar C. Ample, 20                           | 41° 02′ 31″ N, 0° 38′ 01″ E / 41.04199°N,0.63348°E   | IPA-11514 | Ca Marcó (Ginestar) · Vegeu més fotos d'aquest monument · Carregueu una nova foto d'aquest monument                           |
| Nucli històric de Ginestar                                               | BCIL 1982    | Obra popular Medieval, XVII-XX       | Ginestar C. Ample, c. Carme Vidal, c. Petritxol | 41° 02′ 31″ N, 0° 37′ 58″ E / 41.04203°N,0.63265°E   | IPA-11515 | Nucli històric de Ginestar · Vegeu més fotos d'aquest monument · Carregueu una nova foto d'aquest monument                    |
| Cal Ferrer                                                               | BCIL 2012    | Obra popular XX Inici                | Ginestar Pla del Pou, 5                         | 41° 02′ 32″ N, 0° 38′ 07″ E / 41.042210°N,0.635163°E | IPA-39590 | Casa al pla del Pou, 5 (Ginestar) · Vegeu més fotos d'aquest monument · Carregueu una nova foto d'aquest monument             |
| Cal Pubill                                                               | BCIL 2012    | Obra popular XIX                     | Ginestar C. Ample, 1                            | 41° 02′ 32″ N, 0° 37′ 59″ E / 41.042169°N,0.632952°E | IPA-39591 | Casa al carrer Ample, 1 (Ginestar) · Vegeu més fotos d'aquest monument · Carregueu una nova foto d'aquest monument            |
| Ca Valero                                                                |              | Obra popular XX Inici                | Ginestar C. Covadonga, 9                        | 41° 02′ 29″ N, 0° 37′ 55″ E / 41.041479°N,0.632013°E | IPA-39592 | Carregueu una nova foto d'aquest monument                                                                                     |
| Cal Calderer                                                             | BCIL 2012    | Obra popular XX Inici                | Ginestar C. Sant Isidre, 3                      | 41° 02′ 32″ N, 0° 38′ 07″ E / 41.042107°N,0.635179°E | IPA-39593 | Carregueu una nova foto d'aquest monument                                                                                     |
| Ca Garbinada                                                             | BCIL 2012    | Obra popular XIX Final               | Ginestar C. de la Creu, 1                       | 41° 02′ 28″ N, 0° 37′ 54″ E / 41.041033°N,0.631803°E | IPA-39594 | Carregueu una nova foto d'aquest monument                                                                                     |
| Ca Selucano                                                              | BCIL 2012    | Barroc, obra popular XVII-XIX        | Ginestar C. Ample, 8                            | 41° 02′ 31″ N, 0° 38′ 00″ E / 41.04200°N,0.63330°E   | IPA-49284 | Carregueu una nova foto d'aquest monument                                                                                     |
| Ca Margalef                                                              | BCIL 2012    | Barroc XVIII                         | Ginestar Pl. del Pou, 6                         | 41° 02′ 31″ N, 0° 38′ 06″ E / 41.04202°N,0.63494°E   | IPA-49286 | Carregueu una nova foto d'aquest monument                                                                                     |
| Edifici al carrer Valleta, 27                                            | BCIL 2012    | Obra popular XIX                     | Ginestar C. Valleta, 27                         | 41° 02′ 30″ N, 0° 37′ 59″ E / 41.04159°N,0.63292°E   | IPA-49288 | Carregueu una nova foto d'aquest monument                                                                                     |
| Edifici al carrer Valleta, 19                                            | BCIL 2012    | Obra popular XIX                     | Ginestar C. Valleta, 19                         | 41° 02′ 30″ N, 0° 38′ 00″ E / 41.04160°N,0.63345°E   | IPA-49289 | Carregueu una nova foto d'aquest monument                                                                                     |
| Edifici al carrer Ample, 11                                              | BCIL 2012    | XIX                                  | Ginestar C. Ample, 11                           | 41° 02′ 32″ N, 0° 38′ 01″ E / 41.04218°N,0.63362°E   | IPA-49290 | Carregueu una nova foto d'aquest monument                                                                                     |
| Edifici al carrer Sant Antoni, 10                                        | BCIL 2012    | Obra popular                         | Ginestar C. Sant Antoni, 10                     | 41° 02′ 33″ N, 0° 38′ 00″ E / 41.04250°N,0.63337°E   | IPA-49292 | Carregueu una nova foto d'aquest monument                                                                                     |
| Edifici al carrer Sant Antoni, 29                                        | BCIL 2012    | Eclecticisme                         | Ginestar C. Sant Antoni, 29                     | 41° 02′ 33″ N, 0° 38′ 00″ E / 41.04261°N,0.63328°E   | IPA-49293 | Carregueu una nova foto d'aquest monument                                                                                     |
| Edifici al carrer Carme Vidal, 3                                         | BCIL 2012    | Obra popular                         | Ginestar C. Carme Vidal, 3                      | 41° 02′ 33″ N, 0° 37′ 57″ E / 41.04262°N,0.63261°E   | IPA-49294 | Carregueu una nova foto d'aquest monument                                                                                     |
| Edifici al carrer Reus, 3                                                | BCIL 2012    | Obra popular                         | Ginestar C. Reus, 3                             | 41° 02′ 32″ N, 0° 38′ 07″ E / 41.04234°N,0.63528°E   | IPA-49296 | Carregueu una nova foto d'aquest monument                                                                                     |
| Edifici al carrer Carme Vidal, 5                                         | BCIL 2012    | Obra popular                         | Ginestar C. Carme Vidal, 5                      | 41° 02′ 34″ N, 0° 37′ 57″ E / 41.04268°N,0.63258°E   | IPA-49297 | Carregueu una nova foto d'aquest monument                                                                                     |
| Edifici al carrer Reus, 34-40                                            | BCIL 2012    | Obra popular                         | Ginestar C. Reus, 34-40                         | 41° 02′ 34″ N, 0° 38′ 13″ E / 41.04276°N,0.63707°E   | IPA-49298 | Carregueu una nova foto d'aquest monument                                                                                     |
| Cooperativa Agrícola de Ginestar, la Ginesta                             | BCIL 2012    | Obra popular XX                      | Ginestar Pl. Catalunya, 3-5                     | 41° 02′ 30″ N, 0° 38′ 04″ E / 41.04166°N,0.63446°E   | IPA-49299 | Carregueu una nova foto d'aquest monument                                                                                     |

## Miravet
| Monument | Protecció    | Estil/època                              | Localització                                                  | Coordenades                                          | Codi?         | Imatge |
| --- | ------------ | ---------------------------------------- | ------------------------------------------------------------- | ---------------------------------------------------- | ------------- | --- |
| Castell de Miravet | BCIN 1043-MH | Romànic IX-XI, XII-XIII, XVII, XVIII-XIX | Miravet Camí del Castell                                      | 41° 02′ 08″ N, 0° 35′ 38″ E / 41.035597°N,0.594017°E | RI-51-0006642 | Castell de Miravet · Vegeu més fotos d'aquest monument · Carregueu una nova foto d'aquest monument                                        |
| Església vella de Miravet o Església de la Mare de Déu de Gràcia, Església de Santa Maria i Sant Joan, Nativitat de la Mare de Déu | BCIL         | Obra popular, barroc XVI-XVII, XVIII     | Miravet Pl. de la Sanaqueta                                   | 41° 02′ 09″ N, 0° 35′ 47″ E / 41.035956°N,0.596272°E | IPA-11520     | Església vella de Miravet · Vegeu més fotos d'aquest monument · Carregueu una nova foto d'aquest monument                                 |
| Portalada de l'antiga seu de l'Aljama, o Mesquita                                                                                  |              | Obra popular Medieval                    | Miravet Pl. de la Sanaqueta                                   | 41° 02′ 10″ N, 0° 35′ 46″ E / 41.036104°N,0.595999°E | IPA-11521     | Portalada de l'antiga seu de l'Aljama (Miravet) · Vegeu més fotos d'aquest monument · Carregueu una nova foto d'aquest monument           |
| Església parroquial, o Església de la Immaculada                                                                                   |              | Darreres tendències XX Final             | Miravet Psg. de l'Església, 2                                 | 41° 02′ 20″ N, 0° 35′ 51″ E / 41.038982°N,0.597542°E | IPA-11522     | Església parroquial (Miravet) · Vegeu més fotos d'aquest monument · Carregueu una nova foto d'aquest monument                             |
| Cap de la Vila |              | Obra popular Medieval                    | Miravet A dalt de la vila                                     | 41° 02′ 10″ N, 0° 35′ 45″ E / 41.036058°N,0.595947°E | IPA-11523     | Cap de la Vila (Miravet) · Vegeu més fotos d'aquest monument · Carregueu una nova foto d'aquest monument                                  |
| Casa Costa o Palau de Miravet |              | Obra popular XVII-XIX                    | Miravet C. Palau, 44                                          | 41° 02′ 11″ N, 0° 35′ 50″ E / 41.036476°N,0.597234°E | IPA-11524     | Casa Costa (Miravet) · Vegeu més fotos d'aquest monument · Carregueu una nova foto d'aquest monument                                      |
| Escut de la Casa Costa a Casa Joan de la Leonor                                                                                    |              | Obra popular XVII                        | Miravet C. del Riu, 24                                        | 41° 02′ 13″ N, 0° 35′ 50″ E / 41.036847°N,0.597316°E | IPA-11525     | Escut de la Casa Costa a Casa Joan de la Leonor (Miravet) · Vegeu més fotos d'aquest monument · Carregueu una nova foto d'aquest monument |
| Lo Raval, o Raval dels Canterers o dels Terrissaires                                                                               |              | Obra popular XVIII, XIX-XX               | Miravet A uns 200 metres del nucli urbà, al barri del Raval   | 41° 02′ 31″ N, 0° 36′ 15″ E / 41.042013°N,0.604224°E | IPA-11527     | Lo Raval (Miravet) · Vegeu més fotos d'aquest monument · Carregueu una nova foto d'aquest monument                                        |
| Torreta del Cap de la Vila |              | Obra popular Medieval                    | Miravet Al nord-oest del Cap de la Vila                       | 41° 02′ 11″ N, 0° 35′ 49″ E / 41.036372°N,0.596875°E | IPA-11575     | Torreta del Cap de la Vila (Miravet) · Vegeu més fotos d'aquest monument · Carregueu una nova foto d'aquest monument                      |
| La Talaia |              | Obra popular XVI-XVIII                   | Miravet A dalt del turó de la Talaia, paratge de les Mallades | 41° 00′ 58″ N, 0° 33′ 43″ E / 41.01622°N,0.56200°E   | IPA-39601     | Carregueu una nova foto d'aquest monument                                                                                                 |
| Portalada i escut al carrer de la Creu, 22                                                                                         |              | Obra popular XVII                        | Miravet C. de la Creu, 22                                     | 41° 02′ 26″ N, 0° 35′ 57″ E / 41.040486°N,0.599272°E | IPA-39605     | Portalada i escut al carrer de la Creu, 22 (Miravet) · Vegeu més fotos d'aquest monument · Carregueu una nova foto d'aquest monument      |
| Drassana |              | Obra popular Medieval                    | Miravet A la riba de l'Ebre, sota el carrer del Riu           | 41° 02′ 12″ N, 0° 35′ 51″ E / 41.036638°N,0.597627°E | IPA-39606     | Drassana (Miravet) · Vegeu més fotos d'aquest monument · Carregueu una nova foto d'aquest monument                                        |
| Molí Salat |              | Obra popular XVII-XIX                    | Miravet C. del Forn, 1                                        | 41° 02′ 10″ N, 0° 35′ 49″ E / 41.036212°N,0.597078°E | IPA-39607     | Molí Salat (Miravet) · Vegeu més fotos d'aquest monument · Carregueu una nova foto d'aquest monument                                      |
| Portal del Motxo o Perxe del Cap de la Vila                                                                                        |              | Obra popular Medieval, XVII-XIX          | Miravet C. del Forn                                           | 41° 02′ 10″ N, 0° 35′ 49″ E / 41.036167°N,0.596853°E | IPA-39608     | Portal del Motxo (Miravet) · Vegeu més fotos d'aquest monument · Carregueu una nova foto d'aquest monument                                |
| Lo Molinot |              | Obra popular Medieval                    | Miravet Roca de Besaculs                                      | 41° 01′ 42″ N, 0° 35′ 19″ E / 41.028427°N,0.588749°E | IPA-39609     | Lo Molinot (Miravet) · Vegeu més fotos d'aquest monument · Carregueu una nova foto d'aquest monument                                      |
| Molí de Xim |              | Obra popular XIX                         | Miravet C. Verge de Gràcia, 29                                | 41° 02′ 21″ N, 0° 35′ 50″ E / 41.039225°N,0.597117°E | IPA-39617     | Molí de Xim (Miravet) · Vegeu més fotos d'aquest monument · Carregueu una nova foto d'aquest monument                                     |
| Forn de guix del Mas del Reparo |              | Obra popular XIX-XX                      | Miravet Finca del Mas del Reparo                              |                                                      | IPA-45027     | Carregueu una nova foto d'aquest monument                                                                                                 |
| Forn de guix de Llavateres I |              | Obra popular XX                          | Miravet                                                       |                                                      | IPA-45152     | Carregueu una nova foto d'aquest monument                                                                                                 |
| Forn de guix de Llavateres II |              | Obra popular XX                          | Miravet                                                       |                                                      | IPA-45153     | Carregueu una nova foto d'aquest monument                                                                                                 |

## Móra d'Ebre
| Monument                                                    | Protecció    | Estil/època                                              | Localització                                                           | Coordenades                                          | Codi?         | Imatge |
| ----------------------------------------------------------- | ------------ | -------------------------------------------------------- | ---------------------------------------------------------------------- | ---------------------------------------------------- | ------------- | --- |
| Castell de Móra                                             | BCIN 1103-MH | Obra popular Medieval, XIX-XX                            | Móra d'Ebre C. Raval de Jesús                                          | 41° 05′ 39″ N, 0° 38′ 27″ E / 41.094228°N,0.640822°E | RI-51-0006654 | Castell de Móra (Móra d'Ebre) · Vegeu més fotos d'aquest monument · Carregueu una nova foto d'aquest monument                            |
| Escut dels Montagut                                         | BCIN 3915-MH | Barroc XVIII                                             | Móra d'Ebre Pl. de Dalt, 2                                             | 41° 05′ 30″ N, 0° 38′ 31″ E / 41.09173°N,0.642°E     | IPA-33283     | Escut dels Montagut (Móra d'Ebre) · Vegeu més fotos d'aquest monument · Carregueu una nova foto d'aquest monument                        |
| Ermita vella de Santa Magdalena de Mucoró                   | BCIL 1982    | Obra popular XIII, XX                                    | Móra d'Ebre Al nord-oest del poble, prop del mas Peixer                | 41° 06′ 06″ N, 0° 34′ 07″ E / 41.10176°N,0.5685°E    | IPA-11546     | Ermita vella de Santa Magdalena del Mucoró (Móra d'Ebre) · Vegeu més fotos d'aquest monument · Carregueu una nova foto d'aquest monument |
| Casa de Ramon de Montagut o Casa Ramon de Montagut de l'Era |              | Obra popular XVIII                                       | Móra d'Ebre Pl. de Dalt, 2                                             | 41° 05′ 31″ N, 0° 38′ 31″ E / 41.091809°N,0.641971°E | IPA-11529     | Casa Ramon de Montagut comte de Cervià (Móra d'Ebre) · Vegeu més fotos d'aquest monument · Carregueu una nova foto d'aquest monument     |
| Església de Sant Joan Baptista, la Prioral de Móra          | BCIL 1982    | Darreres tendències, barroc XII, XV, XVI, XVIII, XX, XXI | Móra d'Ebre C. de la Palma, 4                                          | 41° 05′ 34″ N, 0° 38′ 30″ E / 41.09271°N,0.64171°E   | IPA-11530     | Església parroquial de Móra d'Ebre · Vegeu més fotos d'aquest monument · Carregueu una nova foto d'aquest monument                       |
| Convent de les Mínimes o Monestir de les Monges Mínimes     | BCIL 1982    | Historicisme, obra popular XIX-XX                        | Móra d'Ebre Pl. Venerable Sor Filomena Ferrer, 5-7                     | 41° 05′ 25″ N, 0° 38′ 33″ E / 41.09028°N,0.64263°E   | IPA-11531     | Convent de les Minímes (Móra d'Ebre) · Vegeu més fotos d'aquest monument · Carregueu una nova foto d'aquest monument                     |
| Plaça de Baix i Passeig de l'Ebre                           |              | Obra popular Medieval, XVIII-XIX                         | Móra d'Ebre Pl. de Baix                                                | 41° 05′ 35″ N, 0° 38′ 31″ E / 41.09318°N,0.64199°E   | IPA-11534     | Plaça de Baix i passeig de l'Ebre (Móra d'Ebre) · Vegeu més fotos d'aquest monument · Carregueu una nova foto d'aquest monument          |
| Casa Guarrissa                                              |              | Obra popular XVIII Mitjan                                | Móra d'Ebre C. de la Barca, 1                                          | 41° 05′ 34″ N, 0° 38′ 31″ E / 41.09291°N,0.64202°E   | IPA-11535     | Casa Guarrissa (Móra d'Ebre) · Vegeu més fotos d'aquest monument · Carregueu una nova foto d'aquest monument                             |
| Ermita de Sant Jeroni                                       |              | Obra popular XVIII, XIX Final                            | Móra d'Ebre Paratge de Sant Jeroni, 7,5 km al nord-oest del nucli urbà | 41° 06′ 55″ N, 0° 34′ 27″ E / 41.11521°N,0.57407°E   | IPA-11536     | Ermita de Sant Jeroni (Móra d'Ebre) · Vegeu més fotos d'aquest monument · Carregueu una nova foto d'aquest monument                      |
| Monument a Julio Antonio                                    |              | Noucentisme XX (1929)                                    | Móra d'Ebre Pl. de Dalt                                                | 41° 05′ 30″ N, 0° 38′ 31″ E / 41.0916°N,0.64182°E    | IPA-11538     | Monument a Julio Antonio (Móra d'Ebre) · Vegeu més fotos d'aquest monument · Carregueu una nova foto d'aquest monument                   |
| Pont de Móra                                                |              | Darreres tendències XX Mitjan                            | Móra d'Ebre Av. Comarques Catalanes - N-420a, km 823                   | 41° 05′ 27″ N, 0° 38′ 43″ E / 41.090892°N,0.645379°E | IPA-11541     | Pont de Móra d'Ebre · Vegeu més fotos d'aquest monument · Carregueu una nova foto d'aquest monument                                      |
| Nucli antic de Móra d'Ebre                                  |              | Obra popular Medieval, XVI-XX                            | Móra d'Ebre Dins del nucli urbà, al sector nord                        | 41° 05′ 36″ N, 0° 38′ 28″ E / 41.093311°N,0.641019°E | IPA-39619     | Nucli antic (Móra d'Ebre) · Vegeu més fotos d'aquest monument · Carregueu una nova foto d'aquest monument                                |
| Ermita de la Mare de Déu dels Dolors, o Ermita del Calvari  |              | Obra popular XIX Final                                   | Móra d'Ebre C. del Calvari                                             | 41° 05′ 41″ N, 0° 38′ 24″ E / 41.094623°N,0.639990°E | IPA-39620     | Ermita de la Mare de Déu dels Dolors (Móra d'Ebre) · Vegeu més fotos d'aquest monument · Carregueu una nova foto d'aquest monument       |
| La Farinera                                                 |              | Obra popular XX (1952)                                   | Móra d'Ebre Pl. de la Llanterna                                        | 41° 05′ 30″ N, 0° 38′ 25″ E / 41.091537°N,0.640410°E | IPA-39621     | La Farinera (Móra d'Ebre) · Vegeu més fotos d'aquest monument · Carregueu una nova foto d'aquest monument                                |
| Plaça de Braus                                              | BCIL 1982    | Obra popular XIX                                         | Móra d'Ebre Al final del pg. de l'Ebre, sota els murs del castell      | 41° 05′ 46″ N, 0° 38′ 23″ E / 41.09608°N,0.63973°E   | IPA-33281     | Plaça de Braus (Móra d'Ebre) · Vegeu més fotos d'aquest monument · Carregueu una nova foto d'aquest monument                             |
| Convent de les Carmelites o Col·legi Santa Teresa           | BCIL 1982    | Darreres tendències XX Mitjan                            | Móra d'Ebre C. Santa Madrona, 89                                       | 41° 05′ 33″ N, 0° 38′ 18″ E / 41.0924°N,0.63842°E    | IPA-33282     | Convent de les Carmelites (Móra d'Ebre) · Vegeu més fotos d'aquest monument · Carregueu una nova foto d'aquest monument                  |
| Ermita de Santa Madrona                                     | BCIL 1982    | Barroc XVII-XVIII                                        | Móra d'Ebre Paratge de Sant Jeroni                                     | 41° 06′ 58″ N, 0° 34′ 29″ E / 41.11598°N,0.57472°E   | IPA-33284     | Ermita de Santa Madrona (Móra d'Ebre) · Vegeu més fotos d'aquest monument · Carregueu una nova foto d'aquest monument                    |
| Forn del Mas de la Codonyera I                              |              | Obra popular XX                                          | Móra d'Ebre Mas de la Codonyera                                        |                                                      | IPA-45042     | Carregueu una nova foto d'aquest monument                                                                                                |
| Forn del Mas de la Codonyera II                             |              | Obra popular XX                                          | Móra d'Ebre Mas de la Codonyera                                        |                                                      | IPA-45052     | Carregueu una nova foto d'aquest monument                                                                                                |
| Forn del camí de Santa Madrona i de Sant Jeroni             |              | Obra popular XX                                          | Móra d'Ebre Camí de Santa Madrona - camí de Sant Jeroni                |                                                      | IPA-45053     | Carregueu una nova foto d'aquest monument                                                                                                |
| Forn de guix de Coll Roig                                   |              | Obra popular XX                                          | Móra d'Ebre                                                            |                                                      | IPA-45054     | Carregueu una nova foto d'aquest monument                                                                                                |
| Forn de guix de Formiguilla I                               |              | Obra popular XX                                          | Móra d'Ebre Pista del barranc de Santa Magdalena                       |                                                      | IPA-45065     | Carregueu una nova foto d'aquest monument                                                                                                |
| Forn de guix de Formiguilla II                              |              | Obra popular XX                                          | Móra d'Ebre Barranc de Santa Magdalena                                 |                                                      | IPA-45075     | Carregueu una nova foto d'aquest monument                                                                                                |
| Forn de guix de Santa Magdalena                             |              | Obra popular XX                                          | Móra d'Ebre                                                            |                                                      | IPA-45085     | Carregueu una nova foto d'aquest monument                                                                                                |
| Forn de guix de Xaran I                                     |              | Obra popular XX                                          | Móra d'Ebre Barranc de l'Infern                                        |                                                      | IPA-45136     | Carregueu una nova foto d'aquest monument                                                                                                |
| Forn de guix de Xaran II                                    |              | Obra popular XX                                          | Móra d'Ebre Barranc de l'Infern                                        |                                                      | IPA-45137     | Carregueu una nova foto d'aquest monument                                                                                                |
| Dos forns de guix, Forns de guix d'en Pantoniet             |              | Obra popular XX                                          | Móra d'Ebre Barranc de l'Infern                                        |                                                      | IPA-45138     | Carregueu una nova foto d'aquest monument                                                                                                |
| Forn de guix de les Cabres Txeques                          |              | Obra popular XX                                          | Móra d'Ebre                                                            |                                                      | IPA-45147     | Carregueu una nova foto d'aquest monument                                                                                                |
| Molí de Miquelet de la Guixera                              |              | Obra popular XIX-XX                                      | Móra d'Ebre                                                            |                                                      | IPA-45351     | Carregueu una nova foto d'aquest monument                                                                                                |
| Hospital Comarcal de Móra d'Ebre                            |              | Darreres tendències Escola de Barcelona 1982-1987        | Móra d'Ebre C. de Benet Messeguer, 2                                   | 41° 05′ 42″ N, 0° 38′ 19″ E / 41.09513°N,0.63868°E   | IPA-46511     | Hospital Comarcal de Móra d'Ebre · Modifica el valor a Wikidata · Carregueu una nova foto d'aquest monument                              |

## Móra la Nova
| Monument                                                                               | Protecció | Estil/època                                  | Localització                               | Coordenades                                          | Codi?     | Imatge |
| -------------------------------------------------------------------------------------- | --------- | -------------------------------------------- | ------------------------------------------ | ---------------------------------------------------- | --------- | --- |
| Conjunt històric de Móra la Nova                                                       |           | Obra popular XVIII - XIX                     | Móra la Nova Pl. de la Verdura i voltants  | 41° 05′ 59″ N, 0° 38′ 53″ E / 41.099779°N,0.647956°E | IPA-11543 | Conjunt històric de Móra la Nova · Vegeu més fotos d'aquest monument · Carregueu una nova foto d'aquest monument                        |
| Església parroquial de Nostra Senyora del Remei, Mare de Déu del Remei o església nova |           | Monumentalisme academicista XX (1955)        | Móra la Nova Pg. Mossèn Joan, 3            | 41° 05′ 59″ N, 0° 39′ 04″ E / 41.099856°N,0.651214°E | IPA-11544 | Església Nostra Senyora del Remei (Móra la Nova) · Vegeu més fotos d'aquest monument · Carregueu una nova foto d'aquest monument        |
| Mas de la Coixa                                                                        | BCIL 1982 | Obra popular XII, XVIII                      | Móra la Nova Rotonda de l'Eix de l'Ebre    | 41° 05′ 42″ N, 0° 39′ 02″ E / 41.095115°N,0.650520°E | IPA-11545 | Mas de la Coixa (Móra la Nova) · Vegeu més fotos d'aquest monument · Carregueu una nova foto d'aquest monument                          |
| Les Cases Barates                                                                      |           | Obra popular XX Mitjan                       | Móra la Nova C. Ribera d'Ebre i entorn     | 41° 06′ 12″ N, 0° 38′ 46″ E / 41.103388°N,0.646151°E | IPA-11548 | Cases Barates (Móra la Nova) · Vegeu més fotos d'aquest monument · Carregueu una nova foto d'aquest monument                            |
| Conjunt d'edificis de l'Estació de Tren de Móra la Nova                                | BCIL 2003 | Eclecticisme XIX (1891)                      | Móra la Nova Av. de l'Estació              | 41° 06′ 23″ N, 0° 39′ 12″ E / 41.106487°N,0.653223°E | IPA-11550 | Conjunt d'edificis de l'Estació de Tren de Móra la Nova · Vegeu més fotos d'aquest monument · Carregueu una nova foto d'aquest monument |
| Creu de Móra la Nova                                                                   |           | Obra popular XX (1950)                       | Móra la Nova Paratge dels Plans de la Móra | 41° 06′ 19″ N, 0° 39′ 43″ E / 41.105173°N,0.661909°E | IPA-11552 | Carregueu una nova foto d'aquest monument                                                                                               |
| Túnel del Molí                                                                         |           | Obra popular                                 | Móra la Nova C. Rafael Casanoves           |                                                      | IPA-11554 | Carregueu una nova foto d'aquest monument                                                                                               |
| Ajuntament de Móra la Nova                                                             |           | Obra popular, noucentisme XX Inici           | Móra la Nova C. Major, 88                  | 41° 06′ 01″ N, 0° 39′ 03″ E / 41.100295°N,0.650818°E | IPA-39618 | Ajuntament (Móra la Nova) · Vegeu més fotos d'aquest monument · Carregueu una nova foto d'aquest monument                               |
| Mas del Milionari o Hostalet de Pedret                                                 |           | Obra popular XX (1909)                       | Móra la Nova Paratge de los Plans          | 41° 06′ 13″ N, 0° 41′ 08″ E / 41.103629°N,0.685558°E | IPA-39622 | Carregueu una nova foto d'aquest monument                                                                                               |
| Ermita de Sant Pau                                                                     |           | Darreres tendències 1995                     | Móra la Nova Coll de Santpaus              | 41° 05′ 19″ N, 0° 40′ 36″ E / 41.088600°N,0.676723°E | IPA-39631 | Ermita de Sant Pau (Móra la Nova) · Vegeu més fotos d'aquest monument · Carregueu una nova foto d'aquest monument                       |
| Centre d'Assistència Primària                                                          |           | Darreres tendències Escola de Barcelona 1987 | Móra la Nova C. Francesc Macià, 58         | 41° 05′ 52″ N, 0° 39′ 12″ E / 41.097797°N,0.653228°E | IPA-46495 | Centre d'Assistència Primària (Móra la Nova) · Vegeu més fotos d'aquest monument · Carregueu una nova foto d'aquest monument            |

## La Palma d'Ebre
| Monument                                                                              | Protecció    | Estil/època                            | Localització                                                   | Coordenades                                          | Codi?         | Imatge |
| ------------------------------------------------------------------------------------- | ------------ | -------------------------------------- | -------------------------------------------------------------- | ---------------------------------------------------- | ------------- | --- |
| Castell de la Palma d'Ebre                                                            | BCIN 1194-MH | Medieval                               | La Palma d'Ebre C. Major, 11                                   | 41° 16′ 59″ N, 0° 39′ 57″ E / 41.283038°N,0.665911°E | RI-51-0006659 | Carregueu una nova foto d'aquest monument                                                                                                   |
| Nucli històric de la Palma d'Ebre                                                     |              | Obra popular, romànic Medieval, XVI-XX | La Palma d'Ebre Al bell mig del nucli urbà de Palma d'Ebre     | 41° 16′ 58″ N, 0° 39′ 58″ E / 41.28287°N,0.6661°E    | IPA-11562     | Nucli històric de la Palma d'Ebre · Vegeu més fotos d'aquest monument · Carregueu una nova foto d'aquest monument                           |
| Església de la Mare de Déu del Roser, Església vella de Santa Maria, antiga parròquia | BCIL 1982    | Romànic XII-XIII, XVII                 | La Palma d'Ebre Pl. Romànica, 1                                | 41° 17′ 00″ N, 0° 39′ 58″ E / 41.28321°N,0.66608°E   | IPA-11563     | Església de la Mare de Déu del Roser (la Palma d'Ebre) · Vegeu més fotos d'aquest monument · Carregueu una nova foto d'aquest monument      |
| Església de la Mare de Déu de l'Assumpció                                             | BCIL 1982    | Barroc XVIII-XX                        | La Palma d'Ebre Pl. de l'Església                              | 41° 16′ 58″ N, 0° 39′ 59″ E / 41.28272°N,0.66626°E   | IPA-11565     | Església de la Mare de Déu de l'Assumpció (la Palma d'Ebre) · Vegeu més fotos d'aquest monument · Carregueu una nova foto d'aquest monument |
| Ca Mateu Escolà                                                                       |              | Obra popular XVIII Final               | La Palma d'Ebre C. Major - c. de les Escoles                   | 41° 17′ 00″ N, 0° 39′ 59″ E / 41.28342°N,0.66647°E   | IPA-11566     | Carregueu una nova foto d'aquest monument                                                                                                   |
| Font Vella                                                                            |              | Obra popular XX Final                  | La Palma d'Ebre C. Costa de la Font Vella                      | 41° 16′ 59″ N, 0° 40′ 04″ E / 41.283011°N,0.667906°E | IPA-11567     | Carregueu una nova foto d'aquest monument                                                                                                   |
| La Creu de terme                                                                      |              | Obra popular XX                        | La Palma d'Ebre Coll de la Creu, camí Ral de la Palma a Bovera | 41° 17′ 48″ N, 0° 39′ 51″ E / 41.29659°N,0.6643°E    | IPA-11569     | Carregueu una nova foto d'aquest monument                                                                                                   |
| Perxe de Ca Peret                                                                     |              | Obra popular Medieval                  | La Palma d'Ebre C. dels Porxos                                 | 41° 17′ 00″ N, 0° 39′ 57″ E / 41.283424°N,0.665853°E | IPA-39614     | Carregueu una nova foto d'aquest monument                                                                                                   |
| Perxe del carrer del Racó                                                             |              | Obra popular Medieval                  | La Palma d'Ebre C. del Racó - c. Major                         | 41° 16′ 57″ N, 0° 39′ 57″ E / 41.282620°N,0.665732°E | IPA-39615     | Carregueu una nova foto d'aquest monument                                                                                                   |
| Cooperativa d'Oli                                                                     |              | Obra popular XIX, XX                   | La Palma d'Ebre Pl. Catalunya, 7                               | 41° 16′ 55″ N, 0° 39′ 58″ E / 41.281881°N,0.666165°E | IPA-39616     | Carregueu una nova foto d'aquest monument                                                                                                   |
| Forn d'oli de ginebre del barranc de Sisquelles                                       |              | Obra popular XIX-XX                    | La Palma d'Ebre Barranc de Sisquelles                          |                                                      | IPA-45337     | Carregueu una nova foto d'aquest monument                                                                                                   |
| Teuleria de les Planetes                                                              |              | Obra popular XX                        | La Palma d'Ebre                                                |                                                      | IPA-45348     | Carregueu una nova foto d'aquest monument                                                                                                   |

## Rasquera
| Monument                                                          | Protecció | Estil/època                  | Localització                                            | Coordenades                                          | Codi?     | Imatge |
| ----------------------------------------------------------------- | --------- | ---------------------------- | ------------------------------------------------------- | ---------------------------------------------------- | --------- | --- |
| Vila Closa de Rasquera                                            |           | Obra popular Medieval, XVIII | Rasquera Dins del nucli urbà, a ponent i dalt d'un turó | 41° 00′ 06″ N, 0° 35′ 49″ E / 41.001552°N,0.596937°E | IPA-11555 | Vila Closa de Rasquera · Vegeu més fotos d'aquest monument · Carregueu una nova foto d'aquest monument                  |
| Església de Rasquera                                              |           | Barroc XVIII Final           | Rasquera Pl. de Sant Joan, 1                            | 41° 00′ 05″ N, 0° 35′ 51″ E / 41.001306°N,0.597469°E | IPA-11556 | Església de Rasquera · Vegeu més fotos d'aquest monument · Carregueu una nova foto d'aquest monument                    |
| Carrer del Castell i carrer Major                                 |           | Obra popular Medieval, XVII  | Rasquera C. Castell - c. Major                          | 41° 00′ 08″ N, 0° 35′ 49″ E / 41.002194°N,0.597048°E | IPA-11557 | Carregueu una nova foto d'aquest monument                                                                               |
| Ermita de Sant Domènec, Ermita de Sant Domingo                    | BCIL 1982 | Obra popular XVII, XIX       | Rasquera Paratge de les Negraletes                      | 40° 59′ 57″ N, 0° 35′ 50″ E / 40.999294°N,0.597314°E | IPA-11559 | Ermita de Sant Domènec (Rasquera) · Vegeu més fotos d'aquest monument · Carregueu una nova foto d'aquest monument       |
| Perxe de Rasquera                                                 |           | Obra popular Medieval        | Rasquera C. Major, 43 - c. Solà                         | 41° 00′ 07″ N, 0° 35′ 51″ E / 41.002001°N,0.597554°E | IPA-11560 | Carregueu una nova foto d'aquest monument                                                                               |
| Marges de Rasquera                                                |           | Obra popular                 | Rasquera Plana del Burgar                               | 41° 00′ 10″ N, 0° 36′ 13″ E / 41.002846°N,0.603712°E | IPA-11561 | Carregueu una nova foto d'aquest monument                                                                               |
| Ca Pinyolet                                                       |           | Obra popular XVIII, XIX-XX   | Rasquera C. de la Plaça, 2                              | 41° 00′ 04″ N, 0° 35′ 52″ E / 41.001239°N,0.597718°E | IPA-39611 | Carregueu una nova foto d'aquest monument                                                                               |
| Perxe i escaletes de Ca Blai                                      |           | Obra popular Medieval        | Rasquera C. de Dalt, 6                                  | 41° 00′ 06″ N, 0° 35′ 50″ E / 41.001761°N,0.597236°E | IPA-39612 | Perxe i escaletes de Ca Blai (Rasquera) · Vegeu més fotos d'aquest monument · Carregueu una nova foto d'aquest monument |
| Perxe del Carrer del Pou o Perxe de la Presó                      |           | Obra popular Medieval, XVII  | Rasquera C. Major, 1 - c. Solà, 1                       | 41° 00′ 07″ N, 0° 35′ 51″ E / 41.001864°N,0.597422°E | IPA-39613 | Perxe del carrer del Pou (Rasquera) · Vegeu més fotos d'aquest monument · Carregueu una nova foto d'aquest monument     |
| Forn de les Dous                                                  |           | Obra popular XIX-XX          | Rasquera Paratge les Dous - Cementeri Rasquera          |                                                      | IPA-45037 | Carregueu una nova foto d'aquest monument                                                                               |
| Forn de guix Cardó I, Forn de calç de la carretera Rasquera-Cardó |           | Obra popular XIX-XX          | Rasquera Ctra. TV-3021 a Cardó                          |                                                      | IPA-45038 | Carregueu una nova foto d'aquest monument                                                                               |
| Forn del Mas de Garrupo, Forn del Mas de Rasqueres                |           | Obra popular XIX-XX          | Rasquera                                                |                                                      | IPA-45039 | Carregueu una nova foto d'aquest monument                                                                               |
| Forn del Pont de la Fortrina                                      |           | Obra popular XX              | Rasquera Barranc de Pota                                |                                                      | IPA-45040 | Carregueu una nova foto d'aquest monument                                                                               |
| Forn de guix de la Deixalleria                                    |           | Obra popular XIX-XX          | Rasquera Serra Cards - ctra. TV 3021                    |                                                      | IPA-45135 | Carregueu una nova foto d'aquest monument                                                                               |
| Forn de guix d'Aiguadins                                          |           | Obra popular XX              | Rasquera Riera del Compte                               |                                                      | IPA-45144 | Carregueu una nova foto d'aquest monument                                                                               |
| Forn de guix de les Rasqueres                                     |           | Obra popular XX              | Rasquera Serra Boix Cardó                               |                                                      | IPA-45167 | Carregueu una nova foto d'aquest monument                                                                               |
| Forn de guix de les Rasqueres II                                  |           | Obra popular XX              | Rasquera Serra Boix Cardó                               |                                                      | IPA-45168 | Carregueu una nova foto d'aquest monument                                                                               |

## Riba-roja d'Ebre
Vegeu la llista de monuments de Riba-roja d'Ebre

## Tivissa
Vegeu la llista de monuments de Tivissa

## La Torre de l'Espanyol
| Monument                                                         | Protecció | Estil/època                                  | Localització                                                                   | Coordenades                                          | Codi?     | Imatge |
| ---------------------------------------------------------------- | --------- | -------------------------------------------- | ------------------------------------------------------------------------------ | ---------------------------------------------------- | --------- | --- |
| Centre històric de la Torre de l'Espanyol o la Torre d'Albozalag |           | Obra popular XV, XVI                         | La Torre de l'Espanyol Al centre de la població                                | 41° 11′ 31″ N, 0° 37′ 31″ E / 41.191852°N,0.625176°E | IPA-11619 | Carregueu una nova foto d'aquest monument                                                                                                  |
| Església parroquial de Sant Jaume                                | BCIL 1982 | Barroc XVIII                                 | La Torre de l'Espanyol Pl. Major                                               | 41° 11′ 31″ N, 0° 37′ 32″ E / 41.19193°N,0.62548°E   | IPA-11620 | Església parroquial de Sant Jaume (la Torre de l'Espanyol) · Vegeu més fotos d'aquest monument · Carregueu una nova foto d'aquest monument |
| Ermita de Sant Antoni                                            |           | Obra popular XIX Mitjan                      | La Torre de l'Espanyol Al peu de la muntanya del Tormo                         | 41° 10′ 52″ N, 0° 37′ 01″ E / 41.181026°N,0.616811°E | IPA-11622 | Carregueu una nova foto d'aquest monument                                                                                                  |
| Lo Perxe de Ca Borràs                                            |           | Obra popular XX Inici, XVI                   | La Torre de l'Espanyol C. de Catalunya                                         | 41° 11′ 29″ N, 0° 37′ 31″ E / 41.19142°N,0.62521°E   | IPA-11623 | Carregueu una nova foto d'aquest monument                                                                                                  |
| La Font Ecològica o Monument al Sol                              |           | Darreres tendències Marcel·lí Giné XX (1981) | La Torre de l'Espanyol Pl. del Comte                                           | 41° 11′ 29″ N, 0° 37′ 34″ E / 41.1914°N,0.62621°E    | IPA-11624 | Carregueu una nova foto d'aquest monument                                                                                                  |
| La Font de Torrent                                               |           | Romà Romà, XIX                               | La Torre de l'Espanyol Al nord-est del nucli urbà, al final del c. del Torrent | 41° 11′ 32″ N, 0° 37′ 45″ E / 41.1921°N,0.62906°E    | IPA-11625 | La Font de Torrent (la Torre de l'Espanyol) · Vegeu més fotos d'aquest monument · Carregueu una nova foto d'aquest monument                |
| Ca Paumiro                                                       |           | Obra popular XVIII                           | La Torre de l'Espanyol Pl. Major, 7                                            | 41° 11′ 31″ N, 0° 37′ 33″ E / 41.191809°N,0.625917°E | IPA-11627 | Carregueu una nova foto d'aquest monument                                                                                                  |
| Cal Comte                                                        |           | Obra popular XVI, XVIII                      | La Torre de l'Espanyol C. Major, 23                                            | 41° 11′ 31″ N, 0° 37′ 31″ E / 41.192082°N,0.625185°E | IPA-39527 | Carregueu una nova foto d'aquest monument                                                                                                  |
| Casa al carrer Trullet, 1                                        |           | Obra popular XVI                             | La Torre de l'Espanyol C. Trullet, 1                                           | 41° 11′ 30″ N, 0° 37′ 29″ E / 41.191552°N,0.624596°E | IPA-39528 | Carregueu una nova foto d'aquest monument                                                                                                  |
| La Solera                                                        |           | Obra popular XVIII Final                     | La Torre de l'Espanyol C. Costa, 6                                             | 41° 11′ 31″ N, 0° 37′ 28″ E / 41.192004°N,0.624473°E | IPA-39529 | Carregueu una nova foto d'aquest monument                                                                                                  |
| Font de n'Horta                                                  |           | Obra popular Romà                            | La Torre de l'Espanyol A ponent del nucli de la Torre de l'Espanyol            | 41° 11′ 23″ N, 0° 37′ 08″ E / 41.189847°N,0.619024°E | IPA-39538 | Font de n'Horta (la Torre de l'Espanyol) · Modifica el valor a Wikidata · Carregueu una nova foto d'aquest monument                        |
| Forn de calç del Tormo                                           |           | Obra popular XX                              | La Torre de l'Espanyol                                                         |                                                      | IPA-45165 | Carregueu una nova foto d'aquest monument                                                                                                  |
| Forn de calç de la Mina                                          |           | Obra popular XX                              | La Torre de l'Espanyol Mina de la Torre de l'Espanyol                          |                                                      | IPA-45166 | Carregueu una nova foto d'aquest monument                                                                                                  |
| Forn de ginebre de la Serra dels Aubellons                       |           | Obra popular XIX-XX                          | La Torre de l'Espanyol Serra dels Aubellons                                    |                                                      | IPA-45339 | Carregueu una nova foto d'aquest monument                                                                                                  |

## Vinebre
| Monument                                      | Protecció    | Estil/època                    | Localització                                                               | Coordenades                                          | Codi?         | Imatge |
| --------------------------------------------- | ------------ | ------------------------------ | -------------------------------------------------------------------------- | ---------------------------------------------------- | ------------- | --- |
| Castell de Vinebre                            | BCIN 1826-MH | XIII, XV-XVI                   | Vinebre Era a part alta de la població, actualment no en queda cap rastre. |                                                      | RI-51-0006806 | Carregueu una nova foto d'aquest monument                                                                                           |
| Escut dels Ossó Donzell                       | BCIN 3902-MH | Obra popular XVI               | Vinebre Pl. Constitució, 3                                                 | 41° 11′ 02″ N, 0° 35′ 19″ E / 41.183928°N,0.588712°E | RI-51-0012054 | Escut dels Ossó Donzell (Vinebre) · Vegeu més fotos d'aquest monument · Carregueu una nova foto d'aquest monument                   |
| Escut de Ca Don Joan                          | BCIN 3903-MH | Barroc XVIII                   | Vinebre Pl. Constitució                                                    | 41° 11′ 02″ N, 0° 35′ 19″ E / 41.183864°N,0.588736°E | RI-51-0012055 | Escut de Ca Don Joan (Vinebre) · Vegeu més fotos d'aquest monument · Carregueu una nova foto d'aquest monument                      |
| Escut de Ca Martí o Casa Poquet               | BCIN 3905-MH | Obra popular XVIII             | Vinebre C. del Forn, 30                                                    | 41° 11′ 03″ N, 0° 35′ 16″ E / 41.184064°N,0.587769°E | RI-51-0012056 | Escut de Ca Martí (Vinebre) · Vegeu més fotos d'aquest monument · Carregueu una nova foto d'aquest monument                         |
| Centre històric de Vinebre o Vilanova         | BCIL 1982    | Obra popular XIII, XVI         | Vinebre Al centre de la població                                           | 41° 11′ 00″ N, 0° 35′ 21″ E / 41.18342°N,0.58928°E   | IPA-11628     | Centre històric de Vinebre · Vegeu més fotos d'aquest monument · Carregueu una nova foto d'aquest monument                          |
| Església parroquial de Sant Joan Baptista     | BCIL 1982    | Barroc XVII                    | Vinebre Pl. del Rei                                                        | 41° 11′ 00″ N, 0° 35′ 19″ E / 41.18339°N,0.58861°E   | IPA-11629     | Església parroquial de Sant Joan Baptista (Vinebre) · Vegeu més fotos d'aquest monument · Carregueu una nova foto d'aquest monument |
| Col·legi de les Teresianes                    | BCIL 1982    | Eclecticisme XIX (1895-1904)   | Vinebre Av. d'Enric d'Ossó, 5                                              | 41° 11′ 04″ N, 0° 35′ 16″ E / 41.18436°N,0.58765°E   | IPA-11630     | Convent de les Teresines (Vinebre) · Vegeu més fotos d'aquest monument · Carregueu una nova foto d'aquest monument                  |
| Ca Don Joan o Cal Comte                       | BCIL 1982    | Renaixement, barroc XVI, XVIII | Vinebre Pl. de la Constitució, 2                                           | 41° 11′ 02″ N, 0° 35′ 19″ E / 41.18375°N,0.58857°E   | IPA-11631     | Ca Don Joan (Vinebre) · Vegeu més fotos d'aquest monument · Carregueu una nova foto d'aquest monument                               |
| Ca Don Jaume                                  |              | Obra popular XIX Mitjan, XVI   | Vinebre Pl. de la Constitució, 3                                           | 41° 11′ 02″ N, 0° 35′ 19″ E / 41.18391°N,0.58858°E   | IPA-11634     | Carregueu una nova foto d'aquest monument                                                                                           |
| Ajuntament de Vinebre                         |              | Darreres tendències XX         | Vinebre Pl. Matadero, 6                                                    | 41° 11′ 03″ N, 0° 35′ 23″ E / 41.18425°N,0.58976°E   | IPA-11635     | Ajuntament de Vinebre · Vegeu més fotos d'aquest monument · Carregueu una nova foto d'aquest monument                               |
| Ermita de Sant Miquel                         | BCIL 1982    | Obra popular XVII              | Vinebre Serra del Tormo                                                    | 41° 10′ 33″ N, 0° 36′ 31″ E / 41.17579°N,0.60849°E   | IPA-11636     | Carregueu una nova foto d'aquest monument                                                                                           |
| Lo Perxe de la Portella                       |              | Obra popular XIII, XVII        | Vinebre Pl. del Rei, 4                                                     | 41° 11′ 00″ N, 0° 35′ 18″ E / 41.18341°N,0.58836°E   | IPA-11638     | Lo Perxe de la Portella (Vinebre) · Vegeu més fotos d'aquest monument · Carregueu una nova foto d'aquest monument                   |
| Monument d'Enric d'Ossó                       |              | Obra popular XX Mitjan         | Vinebre Pl. del Rei                                                        | 41° 11′ 00″ N, 0° 35′ 18″ E / 41.18328°N,0.58843°E   | IPA-11641     | Monument de D. Enric d'Ossó (Vinebre) · Vegeu més fotos d'aquest monument · Carregueu una nova foto d'aquest monument               |
| Senyal de riuada                              |              | Obra popular XVIII             | Vinebre C. Serra, 9                                                        | 41° 11′ 02″ N, 0° 35′ 21″ E / 41.18397°N,0.58905°E   | IPA-11644     | Carregueu una nova foto d'aquest monument                                                                                           |
| Casa-museu d'Enric d'Ossó o Casa del Fundador | BCIL 1982    | Obra popular XIX               | Vinebre C. Major, 37                                                       | 41° 11′ 03″ N, 0° 35′ 15″ E / 41.18418°N,0.58748°E   | IPA-32489     | Casa-museu d'Enric d'Ossó (Vinebre) · Vegeu més fotos d'aquest monument · Carregueu una nova foto d'aquest monument                 |
| Ajuntament Nou                                |              | Obra popular XX                | Vinebre C. de la Torre, 22 - c. del Sindicat                               | 41° 11′ 03″ N, 0° 35′ 26″ E / 41.184303°N,0.590657°E | IPA-39536     | Ajuntament Nou (Vinebre) · Vegeu més fotos d'aquest monument · Carregueu una nova foto d'aquest monument                            |
| Casa a la travessa de la Torre                |              | Obra popular XVIII Mitjan      | Vinebre Travessa de la Torre, 2                                            | 41° 11′ 02″ N, 0° 35′ 22″ E / 41.183793°N,0.589498°E | IPA-39537     | Carregueu una nova foto d'aquest monument                                                                                           |